# E (dźwięk)
E (nazwa solmizacyjna: mi) – dźwięk, którego częstotliwość dla e¹ wynosi 329,6 Hz. Stanowi tonikę gam E-dur i e-moll. W szeregu diatonicznym jest to trzeci dźwięk w każdej oktawie.
W enharmonii dźwięki o tej samej wysokości to: disis i fes.